# Norbert Abwerzger
Norbert Abwerzger (* 17. April 1952) ist ein ehemaliger österreichischer Fußballspieler.

## Karriere
Abwerzger spielte in seiner Karriere vier Mal für den SK Sturm Graz in der Bundesliga. Nach einem Jahr in Graz wechselte er wieder zurück nach Oberösterreich zum ASKÖ Steyrermühl, bei dem er es bis zu seinem Karriereende 1986 auf mindestens 304 Ligaspiele und 30 -tore brachte.